# Edgar García
Edgar García (San Luis Río Colorado, Sonora; 26 de febrero de 1984) es un artista marcial mixto mexicano retirado que ha competido en las divsiones de peso wélter y mediano.

## Carrera de artes marciales mixtas

### World Extreme Cagefighting
García hizo su debut en WEC el 25 de enero de 2009, enfrentándose a Hiromitsu Miura en WEC 38. Logró noquear a su rival poco más de un minuto después del primer asalto.

### Ultimate Fighting Championship
Después del cierre de la división de peso welter de WEC, Ultimate Fighting Championship (UFC) le reclutó e hizo su debut en The Ultimate Fighter: United States vs. United Kingdom Finale, perdiendo de forma controvertida ante Brad Blackburn mediante decisión dividida. Después de que se leyó la decisión, los fanáticos en la arena abuchearon muy fuerte a Blackburn, y el comentarista Joe Rogan dio a entender que García era un claro favorito a llevarse el triunfo.
En UFC 107, García perdió ante DaMarques Johnson por estrangulamiento triangular en el primer asalto. Al concluir el evento, fue liberado de la promoción junto con otros peleadores.

### Bellator MMA
García debutó en Bellator MMA enfrentándose a Jacob Ortiz el 22 de octubre de 2011 en el evento Bellator 55. Perdió la pelea por nocaut en el primer asalto.
Tres años más tarde, García regresó y obtuvo una victoria sobre el veterano Jordan Smith en Showdown Fights 13 el 24 de enero de 2014.

### Regreso al UFC
En septiembre de 2014, García firmó un nuevo contrato con UFC. Se enfrentó a Héctor Urbina el 15 de noviembre de 2014 en UFC 180. Perdió la pelea por sumisión en el primer asalto.
Se esperaba que García se enfrentara a Andrew Craig el 15 de julio de 2015 en UFC Fight Night 71. Sin embargo, García fue obligado a abandonar la pelea debido a una lesión y reemplazado por el recién llegado Lyman Good.
Se esperaba que García enfrentara a Sheldon Westcott el 10 de diciembre de 2015 en UFC Fight Night 80. Sin embargo, la pareja se trasladó a UFC 195 unas semanas más tarde para reforzar la cartelera. Perdió la pelea por nocaut técnico en el primer asalto.

## Récord en artes marciales mixtas
| Récord profesional | Récord profesional | Récord profesional |
| 19 peleas          | 14 victorias       | 5 derrotas         |
| ------------------ | ------------------ | ------------------ |
| Nocaut             | 7                  | 2                  |
| Sumisión           | 5                  | 2                  |
| Decisión           | 2                  | 1                  |

| Resultado | Récord | Oponente            | Método                      | Evento                                  | Fecha                   | Ronda | Tiempo | Localización        | Notas                |
| --------- | ------ | ------------------- | --------------------------- | --------------------------------------- | ----------------------- | ----- | ------ | ------------------- | -------------------- |
| Derrota   | 14–5   | Sheldon Westcott    | TKO (golpes)                | UFC 195                                 | 2 de enero de 2016      | 1     | 3:12   | Las Vegas, Nevada   |                      |
| Derrota   | 14–4   | Héctor Urbina       | Sumisión (guillotine choke) | UFC 180                                 | 15 de noviembre de 2014 | 1     | 3:38   | Ciudad de México    |                      |
| Victoria  | 14–3   | Jordan Smith        | Decisión (dividida)         | Showdown Fights 13 - Lopez vs. Castillo | 24 de enero de 2014     | 3     | 5:00   | Orem, Utah          |                      |
| Victoria  | 13–3   | Leroy Fornof        | Sumisión (kimura)           | WFF: Pascua Yaqui Fights 4              | 2 de marzo de 2013      | 1     | 1:54   | Tucson, Arizona     |                      |
| Victoria  | 12–3   | Ty Tecumseh         | TKO (golpes)                | Desert Rage Full Contact Fighting 11    | 20 de octubre de 2012   | 1     | 1:12   | Yuma, Arizona       |                      |
| Victoria  | 11–3   | Patrick Dixon       | Sumisión (guillotine choke) | WFF 8: Fight at the Fields              | 12 de mayo de 2012      | 1     | 0:32   | Scottsdale, Arizona |                      |
| Derrota   | 10–3   | Jacob Ortiz         | KO (golpe)                  | Bellator 55                             | 22 de octubre de 2011   | 1     | 4:06   | Yuma, Arizona       |                      |
| Victoria  | 10–2   | Jason Anderson      | TKO (golpes)                | Desert Rage Full Contact Fighting 9     | 18 de marzo de 2011     | 1     | 0:58   | Yuma, Arizona       |                      |
| Victoria  | 9–2    | Mike Moreno         | Sumisión (guillotine choke) | TPF 8: All or Nothing                   | 18 de febrero de 2011   | 1     | 1:47   | Lemoore, California | Debut en peso medio. |
| Victoria  | 8–2    | Alejandro Velasquez | Sumisión (triangle choke)   | LAF 1: Border Wars                      | 11 de diciembre de 2010 | 2     | 2:16   | Mexicali            |                      |
| Derrota   | 7–2    | DaMarques Johnson   | Sumisión (guillotine choke) | UFC 107                                 | 12 de diciembre de 2009 | 1     | 4:03   | Memphis, Tennessee  |                      |
| Derrota   | 7–1    | Brad Blackburn      | Decisión (dividida)         | The Ultimate Fighter 9                  | 20 de junio de 2009     | 3     | 5:00   | Las Vegas, Nevada   |                      |
| Victoria  | 7–0    | Hiromitsu Miura     | KO (golpe)                  | WEC 38                                  | 25 de enero de 2009     | 1     | 1:18   | San Diego           |                      |
| Victoria  | 6–0    | Waylon Kennell      | TKO (golpes)                | Total Combat 30                         | 2 de agosto de 2008     | 1     | 3:46   | Alpine, California  |                      |
| Victoria  | 5–0    | Sean Loeffler       | Sumisión (lesión)           | Total Combat: Nevada                    | 10 de mayo de 2008      | 1     | 1:59   | Laughlin, Nevada    |                      |
| Victoria  | 4–0    | Efrain Rodriguez    | KO (golpe)                  | Total Combat 27                         | 22 de marzo de 2008     | 1     | N/A    | Yuma, Arizona       |                      |
| Victoria  | 3–0    | Jeremy Larsen       | Decisión (unánime)          | Cage Supremacy 3                        | 8 de diciembre de 2007  | 3     | 5:00   | Tucson, Arizona     |                      |
| Victoria  | 2–0    | Matt Lagler         | TKO (golpes)                | Desert Rage Full Contact Fighting 2     | 20 de octubre de 2007   | 1     | 2:22   | Mexicali            |                      |
| Victoria  | 1–0    | Tony Kalani         | KO (golpe)                  | Desert Rage Full Contact Fighting 1     | 30 de junio de 2007     | 1     | N/A    | Bandera de ?        |                      |

## Vida personal
Edgar reside en Calgary, Canadá. A la edad de 19 años sirvió en las Fuerzas Armadas Canadienses hasta su liberación a los 23 años.